# Madonna del Popolo (Santa Maria del Carmine)
La Madonna del Popolo è un dipinto a tempera su tavola (262x124 cm) attribuito al Maestro della Madonna del Carmine, databile al 1268 circa e conservato nella Cappella Brancacci nella Basilica di Santa Maria del Carmine a Firenze.

## Storia
La pala venne forse dipinta già in occasione della fondazione della Basilica, nel 1268. Dopo il 1436 venne posta nella Cappella Brancacci, che venne per l'occasione nuovamente dedicata alla Madonna del Popolo, dopo la cacciata dei Brancacci dalla città. A quell'epoca venne decurtata nella parte superiore per adattarla alla forma di un tabernacolo marmoreo, coronato ad arco come allora in voga.
Scampata per puro caso al gravissimo incendio del 1771, poiché spostata all'interno del convento da circa un anno, venne manomessa sostanzialmente durante i restauri alla chiesa del 1780-1782: si diminuì ulteriormente la cuspide, si creò un fittizio sfondo oro uniforme coprendo la spalliera, i due angeli e la fascia soprastante rimasta a legno (a causa dell'asportazione della cornice originale) e si procedette a una ridipintura generale, che ammorbidì gli incarnati. A causa del pesante restauro restò a lungo pressoché ignorata dagli studiosi, finché non ne vennero ripristinate, per quanto possibile, le forme originarie.
In passato attribuita a Coppo di Marcovaldo (Antonio Paolucci) o al Maestro della Sant'Agata (Garrison e Coor Achenbach, poi Angelo Tartuferi), mentre oggi si parla più cautamente di un Maestro della Madonna del Carmine.

## Descrizione e stile
La pala mostra la Madonna in trono col Bambino tra due angeli a tutta figura, sormontata da una cuspide che originariamente aveva forma triangolare e in cui vi sono dipinti il Redentore coronato di spine tra due angeli, con l'iscrizione "IC/XC".
Maria è raffigurata su un trono stilizzato e piuttosto piatto, composto da più strati di legno decorati da intarsi e da un cuscino verde, con una spalliera con un drappo rosso bordato d'oro e una pedana, rozzamente scorciata. Dietro di lei si trovano due angeli a mezza figura, simmetrici, che sporgono oltre il trono e le cui ali disegnano una curva che riprende la forma dell'aureola di Maria. La Vergine è avvolta da uno stretto mantello azzurro, dal quale sporge una veste verde. Maggiore profondità è ottenuta invece nelle pieghe del manto, che suggeriscono la presenza delle ginocchia, tramite una serie di pieghe stilizzate ottenute con l'agemina. In basso spuntano i piedi della Vergine. La posa di Maria è del tipo Hodeghétria, cioè indicante la via, poiché con la mano accenna verso il figlio: Maria simboleggiava la Chiesa, che indirizzava la strada del fedele verso Gesù e la Salvezza. Fa parte di questa iconografia, derivata dalle icone bizantine, la testa leggermente reclinata, a sottolineare ancora maggiormente la comunione col figlio.
Il Bambino è tenuto in braccio ed è abbigliato come un filosofo antico: non a caso tiene anche in mano un rotolo, di colore rosso, e con la destra è in atto di benedire la madre (e quindi la Chiesa stessa). Le ombreggiature scure sono molto marcate, come nella Madonna Pisa agli Uffizi, da alcuni riferita allo stesso autore. Gli occhi di Maria sono grandi ed espressivi, le dita estremamente lunghe e affusolate.